# Kyatanahalli, Davanagere
Kyatanahalli là một làng thuộc tehsil Davanagere, huyện Davanagere, bang Karnataka, Ấn Độ.